# Terricola atapuerquensis
Terricola atapuerquensis es una especie extinta de mamífero roedor de la familia de los cricétidos y subfamilia de los arvicolinos. Sus restos fueron encontrados en los yacimientos de Trinchera Galería, Gran Dolina y Tres Simas Boca Norte, todos situados en la Sierra de Atapuerca (Burgos, España).
El holotipo de la especie es un molar 1 inferior derecho con la sigla TG11/50. Éste se caracteriza por tener un ápice labial muy desarrollado que le confiere una asimetría así como una alternancia constante de los triángulos T6 y T7.